# Jairo Rui Matos da Silva
Dom Jairo Rui Matos da Silva (3 de julho de 1929-12 de janeiro de 2007) foi um religioso brasileiro, bispo-emérito de Senhor do Bonfim (Bahia).
Jairo ingressou em 1942 no Seminário Menor de São Vicente de Paulo, em Itaparica, pela Arquidiocese de São Salvador. Dois anos depois, foi transferido para o Seminário São José, em Salvador. Foi ordenado sacerdote em 8 de dezembro de 1954, na Igreja Matriz de Nossa Senhora da Conceição, em Castro Alves, através de Dom Florêncio Sisínio Vieira.
Foi nomeado vigário paroquial de Santo Antônio de Jesus em 29 de dezembro de 1954, e após a morte do titular, foi nomeado pároco. Em 11 de janeiro de 1963, foi transferido para a Paróquia Santo Antonio de Pádua em Jequié, onde permaneceu durante onze anos, até sua nomeação como bispo.
Foi apontado pelo papa Paulo VI em 11 de janeiro de 1974 como Bispo de Bonfim. Recebeu a ordenação episcopal em 5 de maio de 1974, na Igreja Matriz de Jequié. O consagrante principal foi Dom Florêncio Sisínio Vieira, tendo os bispos de Amargosa, Dom Alair Vilar Fernandes de Melo, e de Vitória da Conquista, Dom Climério Almeida de Andrade, como co-consagrantes principais.
Em seu magistério episcopal, Dom Jairo restaurou um prédio dos Vicentinos, onde funciona desde 1975 um curso de formação em artesanato para pessoas pobres; reformou o Ginásio Diocesano e adaptação para formação de agentes da pastoral; criação do boletim mensal “Ressurreição e Vida”, em 1974; apoiou a fundação do Sindicato dos Trabalhadores Rurais e da Associação das Lavadeiras de Senhor do Bonfim; adquiriu e recuperou casas, salões paroquiais, igrejas e capelas; construção de uma nova cúria, auditório e conjunto de salas para comissões de trabalho pastoral; introduziu a prática das assembleias diocesanas; dividiu a diocese em 5 zonas para revisão e planejamento dos trabalhos de evangelização; aceitou e incentivou o projeto “Igreja Irmãs”; fundou a Obra Kolping, para formação de jovens; e promoveu a “Missão da terra”, junto aos camponeses.
Dom Jairo foi co-consagrante de Dom Esmeraldo Barreto de Farias (2000).
Após mais de trinta anos de governo, Dom Jairo renunciou por idade em 26 de julho de 2006, tornando-se bispo-emérito de Bonfim. Faleceu na Casa de Retiro São Francisco, em Salvador. Foi velado e sepultado na Catedral Diocesana de Senhor do Bonfim.